# Arzu
Pour les articles homonymes, voir García.
Arturo García Muñoz dit Arzu, né le 17 mars 1981, est un footballeur espagnol évoluant au poste de milieu avant de devenir entraîneur.

## Biographie
Il a été formé au Real Betis Séville et y a fait presque toute sa carrière.

## Palmarès
- Betis Séville
  - Vainqueur de la Coupe du Roi : 2005.
  - Champion de Liga Adelante : 2011.